# Капплер, Джон
Джон Капплер (англ. John Kappler; род. 22 декабря 1943, Балтимор, Мэриленд) — американский учёный, член Национальной академии наук США (1989), профессор кафедры интеграционной иммунологии (Integrated Immunology) в Национальном еврейском Медицинском исследовательском центре, исследователь Медицинского института Говарда Хьюза (1986). Главный предмет исследований — T-лимфоциты, совместно с его женой Филиппой Маррак. В 1983 году они вместе с  Ellis Reinherz и Джеймсом Эллисоном открыли Т-клеточный рецептор. Лауреат премии Вольфа по медицине (2015), Clarivate Citation Laureate (2019).

## Награды и звания
- 1993 — Премия Вильяма Коли Института исследования рака
- 1993 — Премия Пауля Эрлиха и Людвига Дармштедтера[нем.]
- 1994 — Премия Луизы Гросс Хорвиц за выдающийся вклад в фундаментальные исследования по биологии и биохимии (Колумбийский университет)
- 2015 — Премия Вольфа по медицине
- Novartis Prize for Immunology[англ.] (2016)
- Clarivate Citation Laureate (2019)